# 南方古猿
南方古猿屬（學名：Australopithecus）是一些已滅絕的靈長目物種的統稱，該些物種與現代人類密切相關。人們從在非洲東部、中北部和南部的許多地點發現的一系列化石中得知，南方古猿的各個物種生活在440萬至140萬年前，即上新世和更新世時期（持續時間為530萬至11,700年前）。
該屬最初被發現的化石是「露西」。根據化石證據，南方古猿的成員兼具人類和猿類的特徵。它們與現代人類相似，都是雙足行走（即用兩條腿行走），但像猿猴一樣，它們的大腦很小。它們的犬齒比猿類的小，而頰齒比現代人類的大。

## 参看
- 傍人
- 乍得沙赫人
- 肯亞平臉人
- 人類演化歷程
- 人类学